# An Echo of My Dreams
»An Echo of My Dreams« je skladba in debitantski single glasbene skupine The Young Lions (kasneje Mladi levi). Single je bil izdan leta 1967 pri tržaški založbi Pioneer Records. Avtor glasbe je Tomaž Habe, avtor besedila pa Dušan Velkaverh.

## Seznam skladb
| A stran | A stran                                             | A stran |
| Št.     | Naslov                                              | Dolžina |
| ------- | --------------------------------------------------- | ------- |
| 1.      | „An Echo of My Dreams‟ (Tomaž Habe/Dušan Velkaverh) | 2:00    |

| B stran | B stran                                              | B stran |
| Št.     | Naslov                                               | Dolžina |
| ------- | ---------------------------------------------------- | ------- |
| 1.      | „A Man with a Mission‟ (Bor Gostiša/Dušan Velkaverh) | 3:01    |

## Zasedba
- Bor Gostiša – vokal, kitara
- Tomaž Habe – klaviature, vokalna spremljava
- Peter Hudobivnik – bas kitara, vokalna spremljava
- Matjaž Deu – bobni
- Jernej Podboj – saksofon, vokalna spremljava